# ناصر بن حمد آل خلیفه
ناصر بن حمد آل خلیفه (زادهٔ ۸ مهٔ ۱۹۸۷) یکی از اعضای آل خلیفه خاندان سلطنتی بحرین است او پسر چهارم ملک حمد پادشاه بحرین و داماد شیخ محمدبن راشد حاکم دبی است او فرماندهٔ گارد شاهی و رئیس کمیته ملی المپیک بحرین و دونده رشته استقامت و سوارکار اهل بحرین است.

## آغاز زندگی
شیخ ناصر فرزند حمد بن عیسی شاه بحرین است و یک برادر تنی دارد. همچنین ده خواهر و برادر ناتنی از سه همسر دیگر پدرش دارد.
شیخ ناصر در مدرسه ملی ابن خلدون تحصیل کرد و برای تحصیلات عالی به مدرسه نظامی سلطنتی سندهرست در بریتانیا فرستاده شد که در سال ۲۰۰۶ از آنجا فارغ‌التحصیل شد.

## مسابقات
شیخ ناصر در چندین مسابقهٔ سوارکاری استقامت شرکت کرده است و مدال‌هایی به دست آورده است.
در بازی‌های آسیایی ۲۰۰۶ ناصر در رشتهٔ استقامت انفرادی مدال نقره را به دست آورد و در استقامت تیمی نیز به همراه تیم بحرین به مدال نقره رسید. در سپتامبر ۲۰۰۷ نیز در مسابقات آزاد اروپا در پرتغال به همراه تیم بحرین، مدال نقرهٔ استقامت تیمی را کسب کرد.

## زندگی شخصی
او در ۲۸ سپتامبر ۲۰۰۹ در دبی با شیخه بنت محمد بن راشد آل مکتوم، دختر امیر دبی، ازدواج کرد. اکنون آنان یک دختر و چهار پسر دارند.